# Beutolomäus kommt zum Weihnachtsmann
Die 13-teilige Fernsehserie Beutolomäus kommt zum Weihnachtsmann wurde im November 2006 im Rahmen der Beutolomäus-Reihe des Kinderkanals erstausgestrahlt. Sie handelt davon, wie der Geschenkesack Beutolomäus zum Weihnachtsmann kam. In Spielfilmlänge wurde die Serie in einer 60-minütigen Version zusammengefasst am 17. Dezember 2011 von Das Erste gesendet.

## Inhalt
Weihnachten steht vor der Tür und der Weihnachtsmann stellt fest, dass er ein neues Transportmittel für all die vielen Geschenke der Kinder benötigt. Er beauftragt den Schneidermeister Johann schließlich mit der Produktion von zehn Geschenkesäcken. Als Johann den ersten Sack fertig geschneidert hat, beginnt dieser durch eine unerklärliche Zauberkraft mit sprechen. Damit nicht genug, er bewegt sich sogar von der Stelle. Johann tauft ihn auf den Namen Beutolomäus und stellt ihn voller Freude dem Weihnachtsmann vor, der sich anfangs eher schwer tut mit seinem sprechenden neuen Sack. Nach und nach erkennt der Weihnachtsmann die magischen Kräfte von Beutolomäus und dass er auch im Stande ist, Geschenke für die ganze Welt in sich zu tragen.

## Episodenübersicht
- 1. Der arme Schneidermeister
- 2. Ein ganz besonderer Sack
- 3. Der Weihnachtsmann ist da
- 4. Die erste Prüfung
- 5. Der böse Plan
- 6. Gefangen in der Mühle
- 7. Menschlein Matthes
- 8. Der Gehilfe
- 9. Die dunklen Augen
- 10. Das Hochzeitskleid
- 11. Der bärenstarke Handel
- 12. Die Waisenkinder
- 13. Die Tasse der Geschenke